# Người Xinh Mun
Người Xinh Mun, còn gọi người Puộc, người Pụa là một dân tộc ít người, sinh sống ở bắc Việt Nam và Lào.
Tại Việt Nam người Xinh Mun được công nhận trong số 54 dân tộc tại Việt Nam .

## Ngôn ngữ
Tiếng nói của người Xinh Mun là tiếng Puộc (tiếng Xinh Mun, Ksingmul), thuộc ngữ chi Khơ Mú trong ngữ tộc Môn-Khmer, ngữ hệ Nam Á.

## Dân số và địa bàn cư trú

### Tại Việt Nam
Tại Việt Nam, họ được công nhận là một dân tộc trong số 54 dân tộc tại Việt Nam. Dân số của dân tộc này có khoảng 18.018 người (điều tra dân số 1999).
Theo Tổng điều tra dân số và nhà ở năm 2009, người Xinh Mun ở Việt Nam có dân số 23.278 người, có mặt tại 22 trên tổng số 63 tỉnh, thành phố. Người Xinh Mun cư trú tập trung tại tỉnh 
Sơn La (21.288 người, chiếm 91,5% tổng số người Xinh Mun tại Việt Nam) cư trú chủ yếu ở các huyện biên giới giáp Lào là Yên Châu và Sông Mã., 
Điện Biên (1.926 người) chủ yếu tại xã Chiềng Sơ, huyện Điện Biên Đông, 
Đồng Nai (10 người), 
Nam Định (10 người), 
Hà Nội (10 người)...

### Tại Lào
Tại Lào, họ được gọi là người Puộc, với dân số khoảng 2.146 người (theo Ethnologue) vào năm 1985.

## Cư trú
Người Xinh Mun cư trú chủ yếu ở vùng biên giới Việt-Lào và ven sông Mã thuộc hai tỉnh Sơn La và Lai Châu của Việt Nam và tỉnh Xiêng Khoảng cùng Huaphan của Lào.

## Đặc điểm kinh tế
Người Xinh Mun sống chủ yếu bằng nghề làm nương rẫy, trồng lúa nếp và ngô là chính. Có loại nương chọc lỗ tra hạt giống, có nương dùng cuốc và có nương dùng cày để canh tác. Một số nơi có ruộng nước. Trước kia người Xinh Mun nuôi trâu, dê, lợn... thả rông, nay nhiều bản đã làm chuồng xa nhà cho súc vật. Hái lượm và săn bắn góp phần quan trọng cho đời sống của họ. Nghề đan lát khá phát triển, đồ đan đẹp và bền, họ thường đổi đồ đan cho người Thái, người Lào để lấy một phần đồ mặc và đồ sắt. Người Xinh Mun có tập quán ăn trầu, nhuộm răng đen, uống rượu cần, thích gia vị cay.

## Tổ chức cộng đồng
Trước kia người Xinh Mun sống du canh, du cư, nay họ đã sống ổn định và lập những làng đông đúc. Người Xinh Mun đa số mang họ Lò, họ Vi. Mỗi họ đều có kiêng cữ riêng. Các con theo họ cha. Trong nhà, khi người cha chết, thì con trai cả giữ vai trò quan trọng.

## Hôn nhân gia đình
Trong hôn nhân, nhà trai phải đưa tiền cho nhà gái. Sau lễ dạm, lễ hỏi mới đến lễ đi rể, thường sau vài ba năm lúc cô dâu chú rể đã có vài ba con, nhà trai mới tổ chức đón dâu về. Kể từ lễ đi ở rể, đôi vợ chồng phải đổi tên riêng của mình, lấy chung một tên khác do cậu, bố mẹ vợ hay thầy cúng đặt cho.Phụ nữ Xinh Mun thường đẻ tại nhà. Khi con gần đầy tháng, cha mẹ nhờ thầy cúng đặt tên.

## Tục lệ ma chay
Khi có người chết, người nhà bắn súng báo tin cho dân làng biết. Người Xinh Mun không có tục cải táng, tảo mộ...

## Nhà cửa
Người Xinh Mun ở nhà sàn, mái hình mai rùa, có hai thang lên xuống ở hai đầu hồi.

## Trang phục
Không có cá tính dân tộc mà chịu ảnh hưởng trang phục Thái đen (giống người Kháng).